# استیون اندرسون
استیون اندرسون (انگلیسی: Steven C. Anderson؛ زاده ۷ سپتامبر ۱۹۳۶ – درگذشته ۲۴ اکتبر ۲۰۲۴) یک خزنده‌شناس اهل ایالات متحده آمریکا بود.
اندرسون استاد بازنشسته زیست‌شناسی و محیط‌زیست در دانشکده علوم زیستی دانشگاه پاسیفیک، استاکتون، کالیفرنیا بود. موضوع پایان‌نامه کارشناسی ارشد و دکترای او خزندگان و دوزیستان ایران بود و به همین دلیل در سال ۱۹۵۸ به‌مدت ۹ ماه در ایران مطالعه میدانی انجام داد. او دکترای خود را در رشته زیست‌شناسی از دانشگاه استنفورد در سال ۱۹۶۶ بر اساس رساله‌ای با عنوان «لاک‌پشت‌ها، مارمولک‌ها و کرم‌سوسمارهای ایران» دریافت کرد. زمینه تحقیقاتی او شامل دوزیستان و خزندگان جنوب‌غربی آسیا، به‌ویژه ایران، ترکیه و ترکمنستان بود.
او از جمله نویسندگان (جلد یکم) تاریخ ایران کمبریج بود.

## آرایه‌های معرفی شده برای علم
فهرست آرایه‌های تالیف شده توسط استیون اندرسون در ویکی‌گونه

## نامگذاری‌های افتخاری
- Asaccus andersoni Torki, Fathinia, Rostami, Gharzi, & Nazari-Serenjeh, 2011
- Eremias andersoni Darevsky & Szczerbak, 1978
- Mediodactylus stevenandersoni (Torki, 2011)

## آثار

### در دانشنامه ایرانیکا
- MAMMALS i. Mammals of Iran, Afghanistan, and Central Asia
- MAMMALS ii. Species List: Mammals of Iran, Afghanistan, and Central Asia
- LIZARDS
- EAGLES, i. Species in Persia and Afghanistan
- CROCODILE
- FOX i. NATURAL HISTORY
- AMPHIBIANS
- JACKAL
- HEDGEHOG

### مقاله‌ها
- S. C. Anderson, “Synopsis of the Turtles, Crocodiles, and Amphisbaenians of Iran,” Proceedings of the California Academy of Sciences, 4th ser. , 41/22, 1979, pp. 501–28.

### فصل کتاب
- S. C. Anderson, “Zoogeographic Analysis of the Lizard Fauna of Iran,” in Camb. Hist. Iran I, pp. 305–71.